# Bilagunda, Nagamangala
Bilagunda là một làng thuộc tehsil Nagamangala, huyện Mandya, bang Karnataka, Ấn Độ.